# 堕天使殺人事件
『堕天使殺人事件』（だてんしさつじんじけん、英題：THE FALLEN ANGEL MURDER CASE）は、新世紀「謎」倶楽部による長編推理小説。この作品は新世紀「謎」倶楽部のメンバーらによるリレー形式で執筆が進められている。

## 執筆のルール
この作品はリレー形式で執筆が行われており、以下のルールがあらかじめ定められた。
1. 全体的な打ち合わせは一切行わない
2. 各執筆者はそれまでの原稿を引き継いで執筆する
3. 真相や伏線に関する質問は禁止
4. 構想および執筆の時間は原則2週間